# 1996年夏季残疾人奥林匹克运动会英国代表团
1996年夏季残疾人奥林匹克运动会英国代表团是英国派出的1996年夏季残疾人奥林匹克运动会代表团。获得39枚金牌、42枚银牌和41枚铜牌。